# Telluride Bluegrass Festival

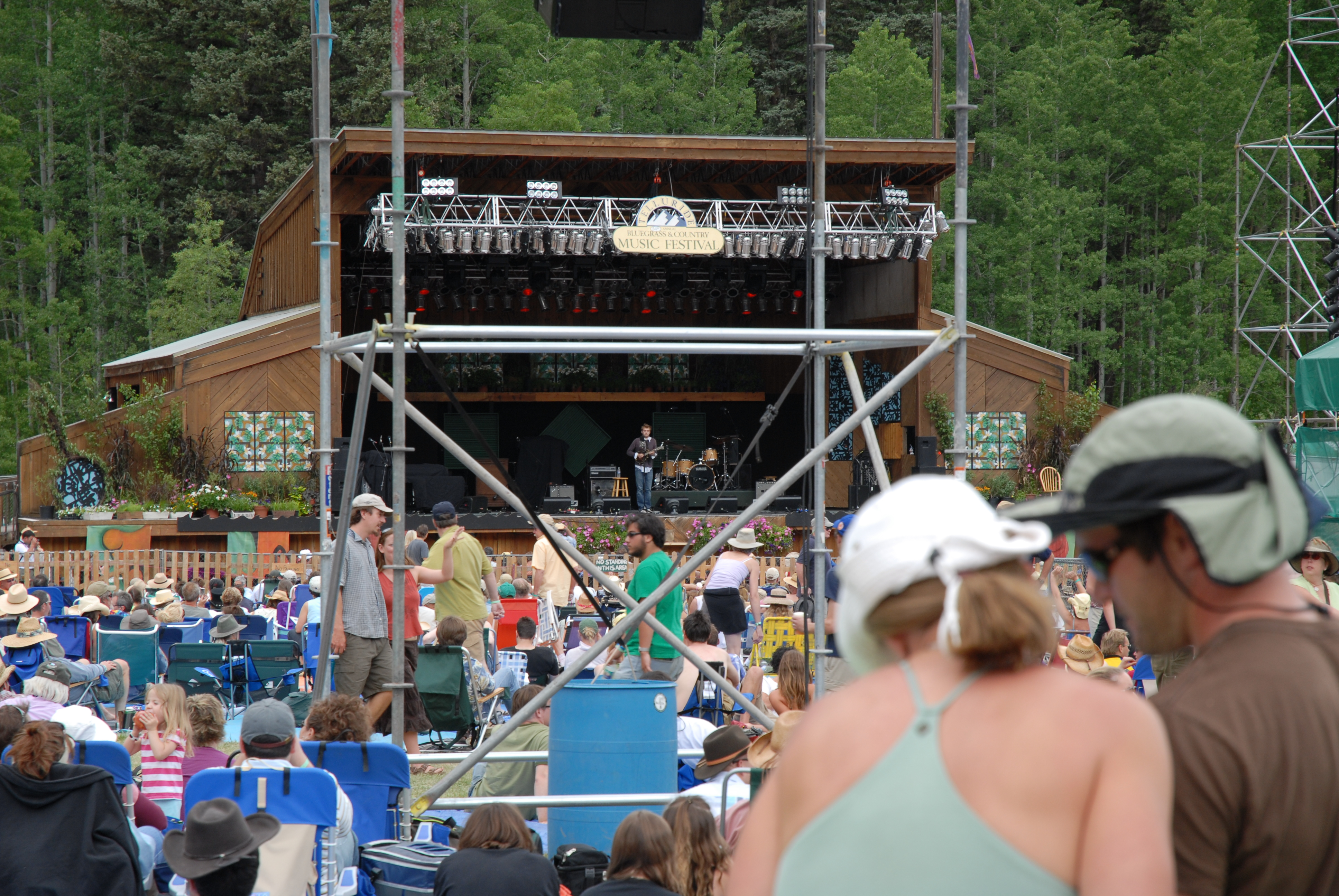
Festivalbühne 2007

Das Telluride Bluegrass Festival ist ein seit 1974 jährlich im Sommer in Telluride in den Bergen von Colorado stattfindendes Bluegrass-Openair-Festival.

## Geschichte
Das Festival entstand aus der jährlichen, auf das Jahr 1899 zurückgehenden Feier zum amerikanischen Unabhängigkeitstag in Telluride. 1973 wurde die bis dahin mehrtägige auf eine eintägige und familienfreundlichere Veranstaltung reduziert, und erstmals trat eine Bluegrass-Band auf. Die Fall Creek Band schlug der Stadt vor, im Folgejahr ein Festival auszurichten.
Am 6. Juli 1974 fand das Festival erstmals mit drei Bands und rund 1.000 Zuschauern statt. 1975 wurde es auf ein Wochenende in der Woche vor dem 4. Juli vorverlegt. Seither findet es immer am dritten Wochenende im Juni statt. Die Zuschauerzahl nahm alljährlich zu. Aufgrund der limitierten Platzverhältnisse und Ressourcen in Telluride wurde die Besucherzahl auf maximal 10.000 Personen begrenzt.

## Künstler und Bands
Zu den Künstlern, die beim Festivals aufgetreten sind, gehören unter anderem: Johnny Cash (1997), die Dixie Chicks (1991), Béla Fleck (1986 und ff), Emmylou Harris (1985 und ff.), Alison Krauss (1989 und ff.) und die Nitty Gritty Dirt Band (1986 und ff.).